# جی. مکی گروبر
جی. مَکی گروبر (انگلیسی: J. Mackye Gruber؛ زادهٔ ۱ ژانویهٔ ۱۹۵۳) با نام اصلیِ جاناتان گروبر، کارگردان فیلم، تهیه‌کننده فیلم و فیلم‌نامه‌نویس اهل ایالات متحده آمریکا است. وی به سبب همکاری‌اش با اریک برس شناخته می‌شود.
از فیلم‌ها یا مجموعه‌های تلویزیونی که وی در آن‌ها نقش داشته است، می‌توان به اثر پروانه‌ای، مقصد نهایی ۲ و کایل ایکس‌وای اشاره نمود.